# خسرو سعیدی
خسرو سعیدی(زاده ۶ مهر ۱۳۱۵ - درگذشته ۱۲ شهریور ۱۳۹۱) او که در رشته حقوق تحصیل نموده بود در دوران انقلاب و در مرحله تهیه قانون اساسی جمهوری اسلامی ایران اصل ۲۹ را تدوین کرد را که در این اصل لزوم حمایت از بازنشستگان، بیمه بیکاری و از کارافتادگی و لزوم تأمین حداقل خدمات همگانی بیمه درمانی توسط دولت قید گردیده‌است.

## تحصیلات و فعالیتهای کاری
او تحصیلات خود را از مقطع ابتدایی تا دبیرستان در شهرهای خوی و تبریز انجام داد. وی که دانش‌آموخته رشته حقوق در مقطع دکترا از دانشگاه تهران بود، از سال ۱۳۴۰ به استخدام سازمان بیمه‌های اجتماعی کارگران درآمده و تا سال ۱۳۶۲ در مسئولیت‌های ریاست شعبه، ریاست اداره بیمه بیماری و کمک‌های قانونی، مدیریت منطقه فارس و بنادر، معاونت مدیر عامل سازمان تأمین اجتماعی در امور فنی و عضویت در هیئت مدیره سازمان خدمت نمود.

## فعالیتهای سیاسی
خسرو سعیدی از سال ۱۳۲۸ با عضویت در حزب ایران و جبهه ملی ایران فعالیت‌های سیاسی خود را آغاز نمود و در سال‌های ۱۳۳۹ با حضوردرسازمان دانشجویان جبهه ملی ایران فعالیت‌های خود را دو چندان نمود تا آنجا که مسوولیت دو نشریه دانشجویی جوانان سوسیالیست و پیام دانشجو (نشریات دانشجویی در سال ۱۳۴۰) را برعهده داشت. تقید حزبی، پایبندی به اصول اخلاقی، دوری از تند روی‌های مرسوم و انقلابی گرایی‌های رایج، و نظرات عمیقش باعث گردید تا از سوی حزب ایران به همراه سایر فعالین برای تشکیل و باز سازی کمیته استان تهران انتخاب شود و در کنگره هشتم به عنوان یکی از جوانترین اعضای حزبی به عنوان منشی کنگره انتخاب گردد. سعیدی در سال‌های پیش از انقلاب بارها به خاطر فعالیت در حزب ایران و جبهه ملی به زندان رفت. فعالیت‌های سعیدی در سال‌های بعد نیز باعث گردید که در حزب ایران و جبهه ملی به عنوان یکی از اعضای مؤثر و معتمد و بدور از جنجال باعث گسترش اندیشه حزبی گردد.
خسرو سعیدی در جبهه ملی پنجم نیزفعالیت‌های چشم‌گیری را در جهت گسترش این سازمان انجام داد او از سال‌های آغازین جبهه ملی پنجم عضو شورای مرکزی بوده و در سال ۱۳۸۲ به اتفاق حسین راضی و حسین شاه‌حسینی مسوولیت برگزاری انتخابات پلنوم الهیار صالح را برعهده داشتند. او در این کنگره از طرف شرکت کنندگان به عضویت در شورای مرکزی انتخاب شده و ازسوی اعضای شورای مرکزی به سمت عضویت در هیئت اجرایی منصوب گردید. خسرو سعیدی در ۱۲ شهریور ۱۳۹۱ در تهران در گذشت.

## تالیفات
از سعیدی مقالاتی در زمینه‌های تاریخی وادبی در مجلات بخارا، حافظ، ایرانمهر و… منتشر گردیده‌است او همچنین دارای تألیفاتی چند در خصوص زندگینامه الله یار صالح، احمد زیرک‌زاده (پرسش‌های بی پاسخ در سال‌های استثنایی)، ن‍ف‍ت در ای‍ران: ن‍گ‍رش‍ی در ش‍ن‍اخ‍ت دگ‍رگ‍ون‍ی ه‍ای ن‍ف‍ت‍ی ای‍ران (از اس‍ت‍ث‍م‍ار ت‍ا ب‍ه‍ره‌گ‍ی‍ری م‍ل‍ی) و… می‌باشد.